# نواه بومان
نواه بومان هو متزحلق حر كندي، ولد في 8 مايو 1992 في كالغاري في كندا.

## وصلات خارجية
- نواه بومان على موقع الاتحاد الدولي للتزلج (التزلج الحر) (الإنجليزية)
- نواه بومان على موقع اللجنة الأولمبية الدولية (الإنجليزية)
- نواه بومان على موقع أوليمبيديا (الإنجليزية)
- نواه بومان على موقع اللجنة الأولمبية الكندية (الإنجليزية)